# Burwell Castle
Burwell Castle är ett slott i Storbritannien.   Det ligger i distriktet East Cambridgeshire, grevskapet Cambridgeshire och riksdelen England, i den sydöstra delen av landet, 90 km norr om huvudstaden London. Burwell Castle ligger 11 meter över havet.
Terrängen runt Burwell Castle är platt. Runt Burwell Castle är det ganska tätbefolkat, med 129 invånare per kvadratkilometer. Närmaste större samhälle är Cambridge, 16,1 km sydväst om Burwell Castle. Trakten runt Burwell Castle består till största delen av jordbruksmark.